# Parafia Matki Boskiej Zwycięskiej w Chełmie
Parafia Matki Boskiej Zwycięskiej w Chełmie – parafia Kościoła Polskokatolickiego w RP, położona w dekanacie lubelsko-chełmskim diecezji warszawskiej.
Parafia została założona w 1926. Przy zakładaniu parafii pomagali socjaliści i ludowcy. Do 1947 nabożeństwa odbywały się w różnych obiektach wydzierżawionych przez wyznawców. W 1947 zakupiono z funduszu misyjnego budynek po byłym kinie, który przystosowano do potrzeb kultu. Powstała plebania i ogród. W 1952 liczyła 385 wiernych, w 1959 – 200, a w 1965 – 250 wyznawców.
Msze św. i nabożeństwa celebrowane są w niedzielę o godzinie 10:00. Przy ul. Zawadówka znajduje się niewielki dobrze utrzymany cmentarz parafialny.